# (8898) Linnaea
(8898) Linnaea ist ein Asteroid des Hauptgürtels, der am 29. September 1995 von G. Emerson in Golden entdeckt wurde. 
Der Asteroid ist nach Linnaea Barton Keammerer (1980–1992) benannt, einem Mädchen, das mit 12 Jahren bei einem Unfall mit einer Schusswaffe starb. Sie wurde dadurch bekannt, dass sie mit 6 Jahren beim Anblick des Kometen 1P/Halley einem Journalisten sagte, sie würde es gerne erleben, ihn in 75 Jahren wiederzusehen.